# Варниці (гміна)
Гміна Варніце (пол. Gmina Warnice) — сільська гміна у північно-західній Польщі. Належить до Пижицького повіту Західнопоморського воєводства.
Станом на 31 грудня 2011 у гміні проживало 3607 осіб.

## Територія
Згідно з даними за 2007 рік площа гміни становила 85.86 км², у тому числі:
- орні землі: 81.00%
- ліси: 1.00%

Таким чином, площа гміни становить 11.83% площі повіту.

## Населення
Станом на 31 грудня 2011:
| Опис     | Загалом | Загалом | Чоловіки | Чоловіки | Жінки | Жінки |
| -------- | ------- | ------- | -------- | -------- | ----- | ----- |
| одиниця  | осіб    | %       | осіб     | %        | осіб  | %     |
| все      | 3607    | 100     | 1825     | 50.60    | 1782  | 49.40 |
| міське   | 0       | 100     | 0        |          | 0     |       |
| сільське | 3607    | 100     | 1825     | 50.60    | 1782  | 49.40 |

## Сусідні гміни
Гміна Варніце межує з такими гмінами: Доліце, Пижице, Пшелевіце, Старґард-Щецинський.